# Diabrotica circulata
Diabrotica circulata is een keversoort uit de familie bladkevers (Chrysomelidae). De wetenschappelijke naam van de soort werd in 1875 gepubliceerd door Edgar von Harold.

## Synoniemen
- Diabrotica nummularis Harold, 1877[2]